# 5219 Земка
5219 Земка (5219 Zemka) — астероїд головного поясу, відкритий 2 квітня 1976 року.
Тіссеранів параметр щодо Юпітера — 3,182.